# 쓰카모토 다이
쓰카모토 다이(일본어: 塚元 大, 2001년 6월 23일~)는 일본의 축구 선수이다.

## 구단 경력
그는 2020년 J1리그의 감바 오사카에 입단했다. 2022년 J2리그의 츠바이겐 가나자와로 임대 이적했다. 2023년 감바 오사카로 복귀했다. 2024년 J3리그의 츠바이겐 가나자와로 이적했다.